# Szyndzielowa Kopa
Szyndzielowa Kopa – szczyt w Górach Opawskich (cz. Zlatohorská vrchovina), w Sudetach Wschodnich o wysokości 533 m n.p.m.
Nazwa szczytu pochodzi od szyndziołów, czyli drewnianych gontów. Wyraźne góruje nad leżącą o 200 m niżej Pokrzywną. Wiedzie przez nią czerwony szlak z Pokrzywnej na Biskupią Kopę. Należy do Korony Parku Krajobrazowego Góry Opawskie.
Przez wierzchołek przebiega Główny Szlak Sudecki.